# كريستوف تيوزو
كريستوف تيوزو (بالفرنسية: Christophe Tiozzo)‏ (مواليد 1 يونيو 1963) هو ملاكم فرنسي، مثّل بلاده في الألعاب الأولمبية الصيفية 1984 وحقق الميدالية البرونزية في فئة الوزن المتوسط الخفيف.

## روابط خارجية
كريستوف تيوزو على موقع بوكس ريك (الإنجليزية) (registration required)
- كريستوف تيوزو على موقع اللجنة الأولمبية الدولية (الإنجليزية)
- كريستوف تيوزو على موقع أوليمبيديا (الإنجليزية)